# Leonid Piper
Leonid Piper (în rusă Піпер Леонід Орестович; n. 1897, Ținutul Balta, Gubernia Podolia, Imperiul Rus) a fost un filozof, jurist și traducător sovietic.

## Biografie
S-a născut în anul 1897 în satul Ovseanic din ținutul Balta, gubernia Podolia (Imperiul Rus), într-o familie nobiliară. După ce a făcut studii medii, a intrat la Institutul de Inginerie Feroviară din Petrograd, dar nu a absolvit instituția și în septembrie 1918 s-a oferit voluntar pe front. În același an a intrat în rândurile Partidului Comunist. După sfârșitul Războiului Civil, a lucrat timp de doi ani în gubernia Novgorod ca procuror-asistent și șef al consiliului de apărare (1921–1923).
În 1923–1924 a studiat la Institutul de Profesori din Moscova. Din 1924 a locuit la Odesa, unde a lucrat inițial ca șef al departamentului de învățământ și lector la cursurile juridice la Comisariatul Poporului de Justiție. În 1925 a trecut la activitatea didactică în instituții de învățământ superior: a lucrat la Institutul de Învățământ Public din Odesa (1925–1930), Institutul de Economie Națională din Odesa (1925–1930) și Institutul de Educație Profesională din același oraș (1930–1931), unde a predat materialism istoric, leninism, lege și seminarism sovietic. Totodată, a fost cercetător la Departamentul de Cercetare a Problemelor Juridice de la Institutul de Studii Juridice, unde s-a ocupat de problemele teoriei și metodologiei generale a dreptului.
Din 1928 a ocupat funcția de profesor.
În decembrie 1926 a intrat la Facultatea de Drept a Institutului de Economie Națională din Odesa, iar în ianuarie 1928 a finalizat cursul de studii. După ce și-a susținut teza de calificare pe tema „Probleme controversate în teoria marxistă a dreptului” în mai 1928, a primit un certificat de specialitate juridică.
La începutul anilor 1930 s-a mutat la Leningrad și a început să lucreze la Universitatea de Stat din acest oraș.
În 1938 a fost arestat sub acuzația de activități troțkiste contrarevoluționare. În februarie 1938 a fost condamnat la moarte de troica NKVD, iar la 14 aprilie a aceluiași an a fost împușcat. A fost reabilitat postum în 1956.